# 増山正治

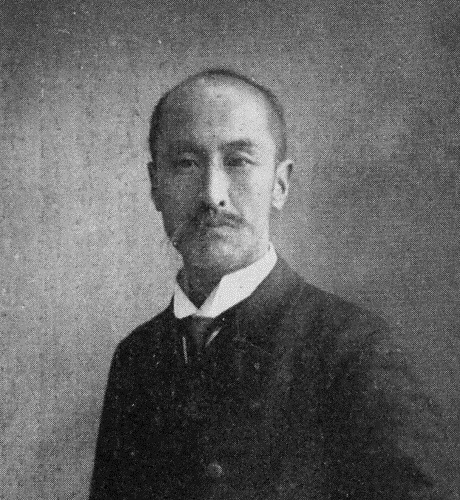
増山 正治

増山 正治（ましやま まさはる、文久元年10月6日（1861年11月8日） - 1929年（昭和4年）4月7日）は、明治時代から昭和時代初期の華族。伊勢長島藩の第8代（最後）の藩主増山正同の婿養子。新発田藩主溝口直溥（母：善尾）の八男。幼名は信太郎、初名は直和。妻は養父正修の娘八十子、後妻に喜三子。養子、溝口正理（溝口直正の七男。のちに離縁）、増山正興（第21代当主）。

## 生涯
1879年（明治12年）3月、増山正同の養子となる。1884年（明治16年）、宮中祗候となる。1886年（明治18年）、青山御所勤番となる。1887年（明治20年）6月、家督を相続し、子爵となった。1924年（大正13年）10月30日に隠居し、家督は養子の正興が継いで同年11月15日に子爵を襲爵した。